# Mangalesa

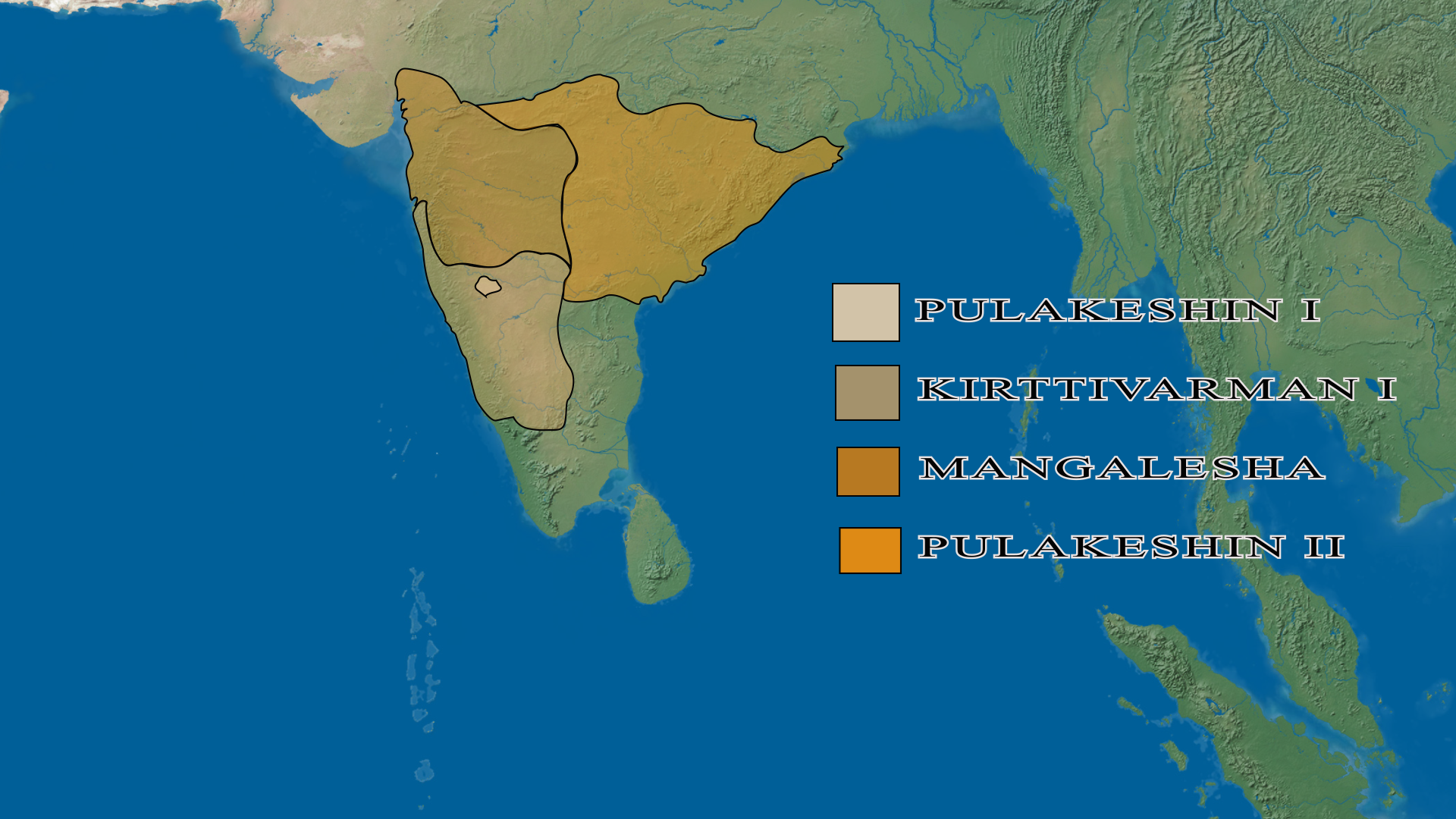
Gebiedsuitbreiding

Mangalesa was heerser van 597 tot 609 van de Chalukyadynastie in de Dekan in Midden-India.
Mangalesa was zoon van Pulakesin I, de stichter van de dynastie en de (half)broer van de vorige heerser Kirtivarman I. Toen zijn broer stierf was zijn zoon Pulakeshin II nog te jong om te regeren. Na verloop van tijd had Mangalesa de ambitie om zijn eigen zoon op de troon te zetten. Eenmaal volwassen verzamelde Pulakeshin II een leger en verdreef zijn oom van de troon.
Mangalesa was een vaishnava, een aanbidder van de godheid Vishnu, maar hij stond open voor andere stromingen in het hindoeïsme.
Tijdens zijn regeerperiode werd het rijk aanzienlijk uitgebreid. Hij versloeg de Kalachuridynastie en veroverde Maharashtra.